# حفرة ميسيل

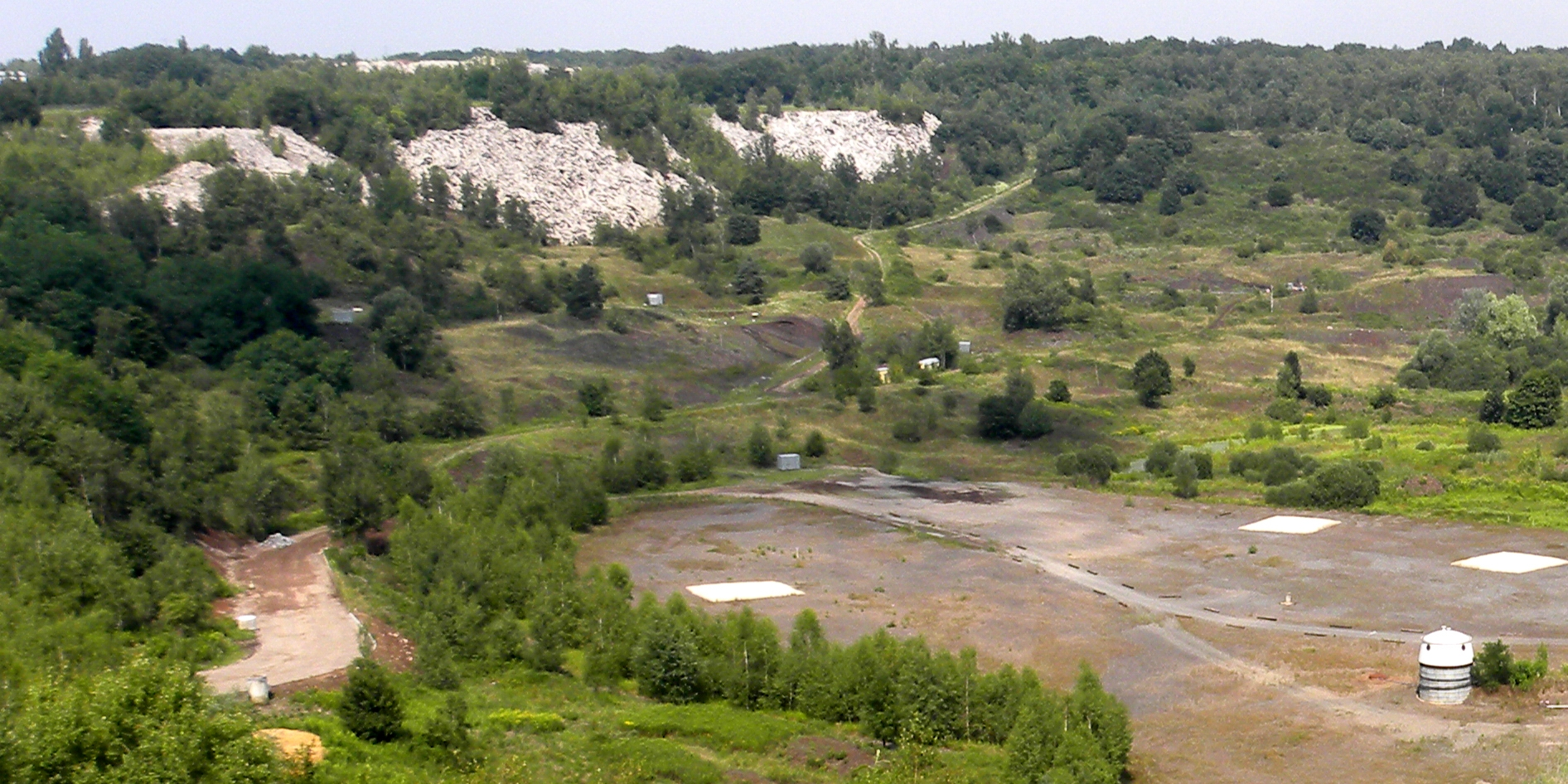
الجزء الشمالي الغربي لحفرة ميسيل في سبتمبر 2010 كما يرى من الجنوب، التي كانت منجما سطحيا للسجيل الزيتي.

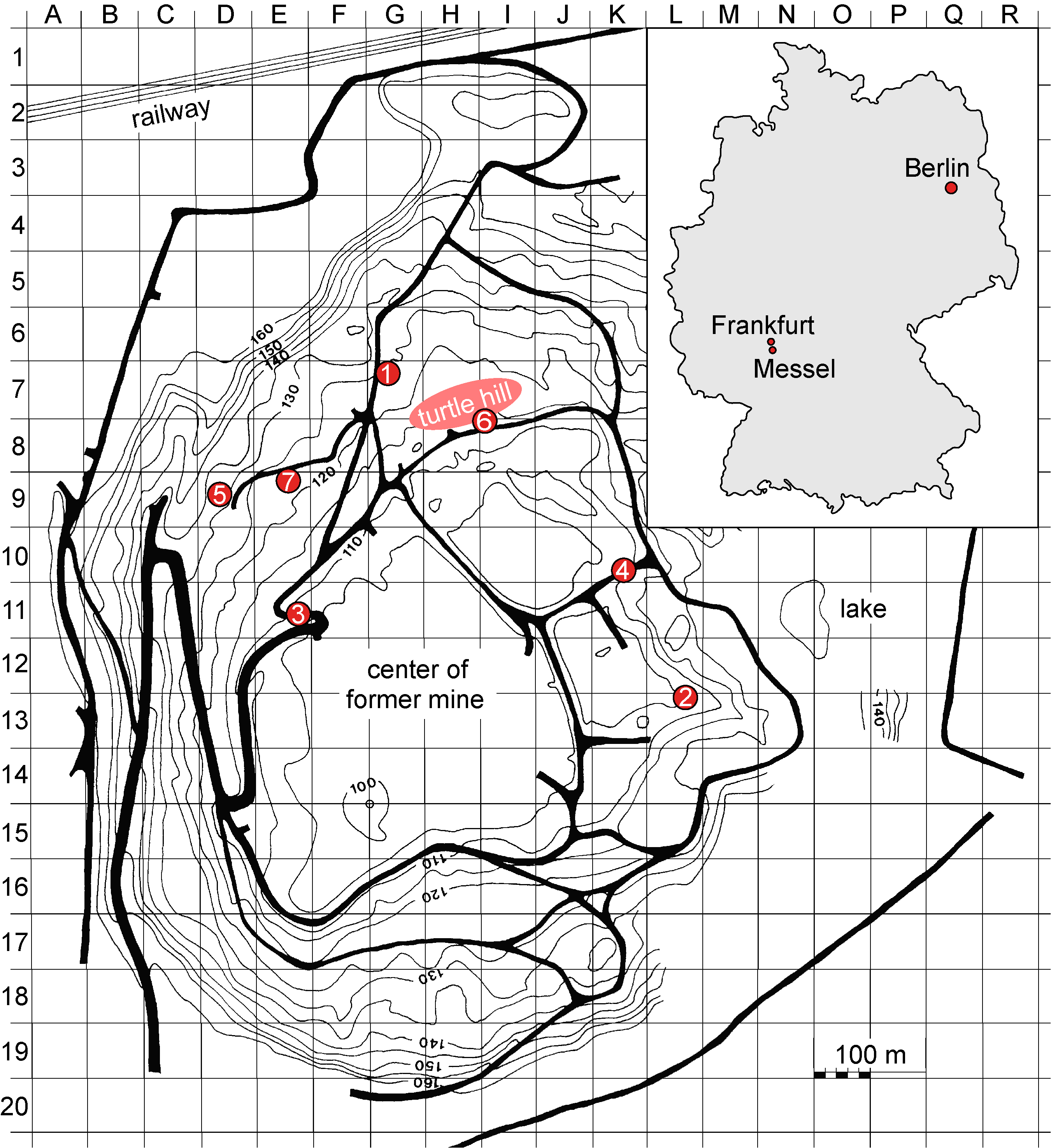
خريطة الحفرة ميسيل

حفرة ميسيل (بالألمانية: Grube Messel) هي منجم قديم في منطقة ميسيل بالقرب من مدينة دارمشتات بألمانيا، كان يستغل في استخراج سجيل زيتي من سطح الأرض، وعثر في الحفرة على أحفورات حيوانات عاشت قبل نحو 40 مليون سنة. ونظرا للحالة الجيدة لتلك الأحافير التي وجدت فيها وهي من العصر الإيوسيني فقد قيدتها هيئة اليونسكو كموقع للتراث العالمي. عثر في تلك الحفرة على أمثلة من مجموعات الفقاريات والحشرات والنباتات المتحجرة.
من أهم ما عثر عليه من أحفورات الحيوانات القديمة في حفرة ميسيل أمثلة للحصانين المنقرضين: Propalaeotherium وEurohippus والتي استخرج منها ما يزيد عن 70 أحفورة كاملة تقريبا كما عثر على نوع من طائر الكركي «ميسيلورنيس كريستاتا» منقرض، وكذلك عثر العلماء على داروينيوس ماسيلاي الذي يعتبر أحد الرئيسيات القديمة.

## 1990: إعلان اليونيسكو الحفرة تراث عالمي
بعد قيام ولاية هيسين في عام 1991 بشراء الحفرة بمبلغ 6و32 مليون مارك ألماني
 عهدت بها إلى «جمعية شنيكنبورج للبحوث الطبيعية» التي تقوم بدراسات الأحفورات في السجيل الزيتي هناك.
ونظرا لما وجد بعد ذلك من أحفورات كثيرة فريدة وفي حالة جيدة على المستوى العالمي قررت وزارة العلوم والفنون لولاية هيسين التقدم في عام 1994 إلى اليونسكو باعتبارها من ضمن مواقع التراث العالمي. وفي 8 ديسمبر 1995 ضمت «منطقة حفرة ميسيل» إلى قائمة التراث العالمي.

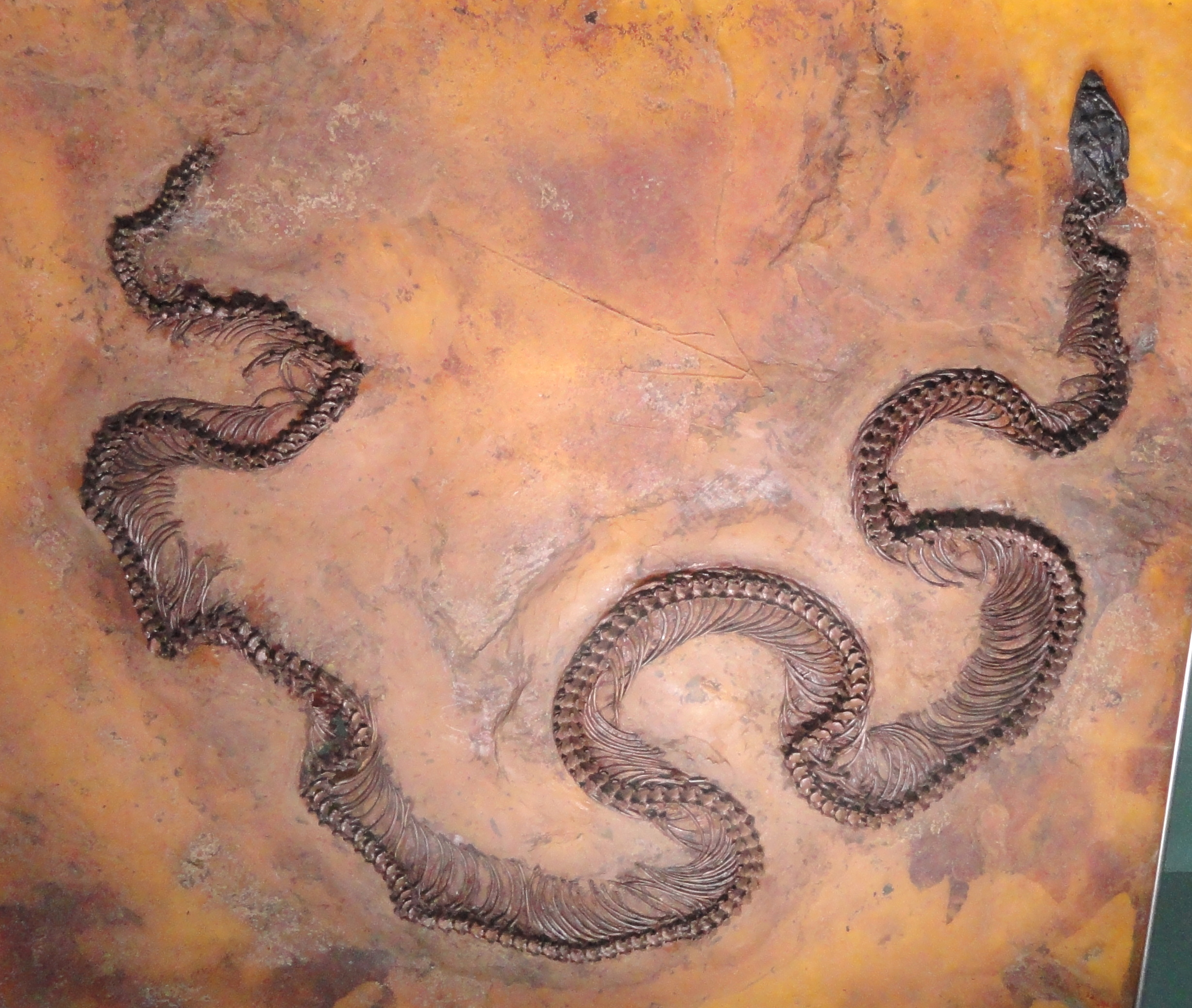
ثعبان كبير † Palaeopython fischeri من عائلة البيثون المنقرض.

وتكريما لوزير البيئة لولاية هيسين آنذاك، أوسكار فيشر، على مجهوداته في الحفاظ على الحفرة ميسيل في عام 1991 وعدم ضياعها فقد قررت ولاية هيسن في عام 2002 تسمية بيثون منقرض (ثعبان كبير منقرض) عثر عليه في السجيل الزيتي على اسمه
Palaeopython fischeri.
وفي عام 1997 قامت حكومة ولاية هيسن ببناء منصة عند الحافة الجنوبية للحفرة للزوار.
 ثم افتتح مبنى المتحف بعدها بثلاثة عشر عام. وفي 9 ديسمبر 2010 احتفل ب 55 من المواطنين الذين اهتموا بالحفاظ على الحفرة وحمايتها من الدمار وتكريمهم. ومنحوا تذاكر لدخول المتحف مجانا طوال حياتهم تكريما لهم.

## الزيارات
تشاهد أحفورات الحفرة في متحف ميسيل الموجود في مدينة دارمشتات وهي تبعد نحو 5 كيلومتر من الحفرة، كما يمكن مشاهدة بعض من أحفوراتها في متحف سينكينبرج في فرانكفورت (على بعد 30 كيلومتر من حفرة ميسيل).
كما يمكن للزوار الذاهبين بسياراتهم ركن سياراتهم في موقف سيارات قريب من الحفرة، ثم قطع مسافة 300 متر على الأقدام حتى الوصول إلى منصة الزائرين. أما زيارة الحفرة نفسها فممكنة أيضا بعد حجز زيارة مصحوبة بأحد المرشدين، يقوم بوصف جل جزء منها.

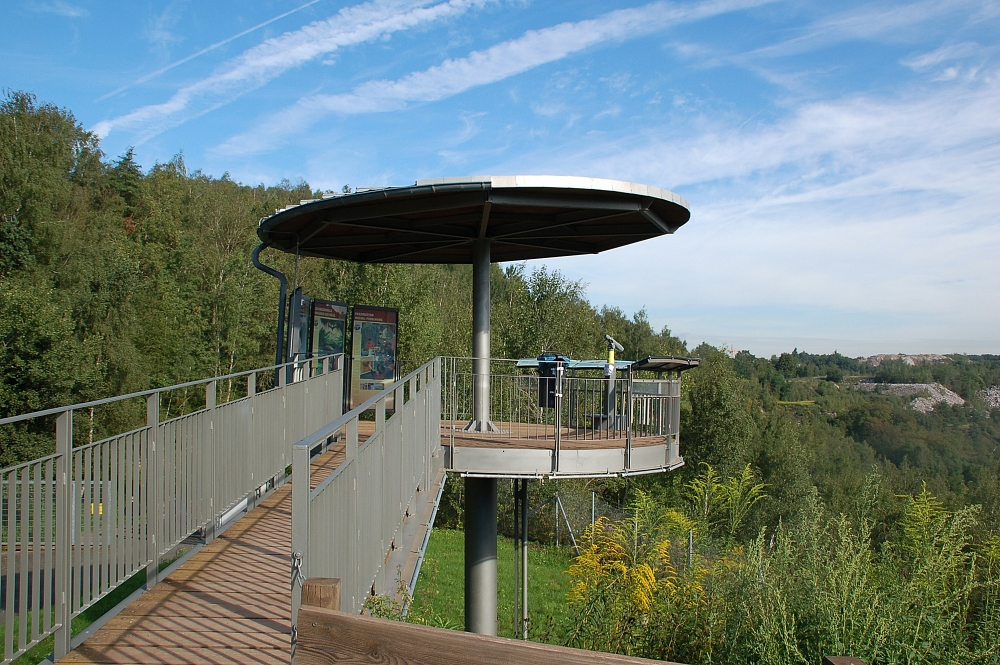
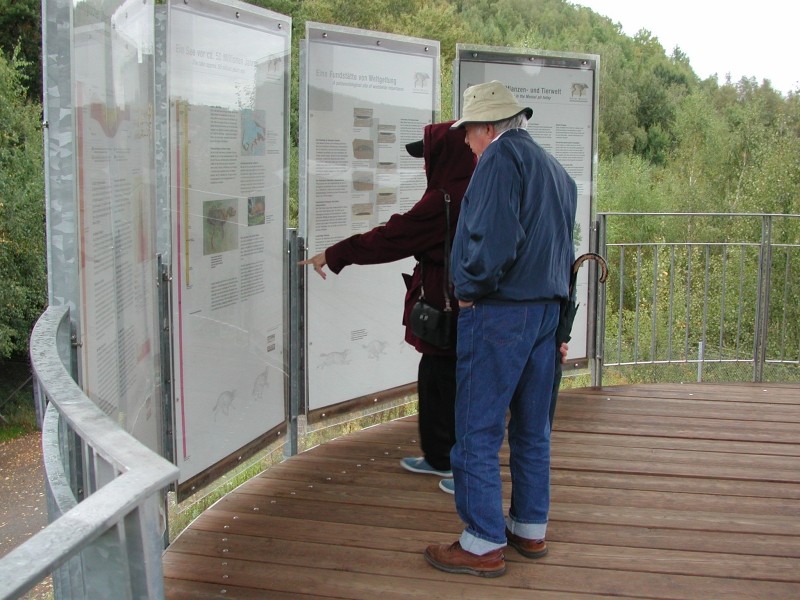
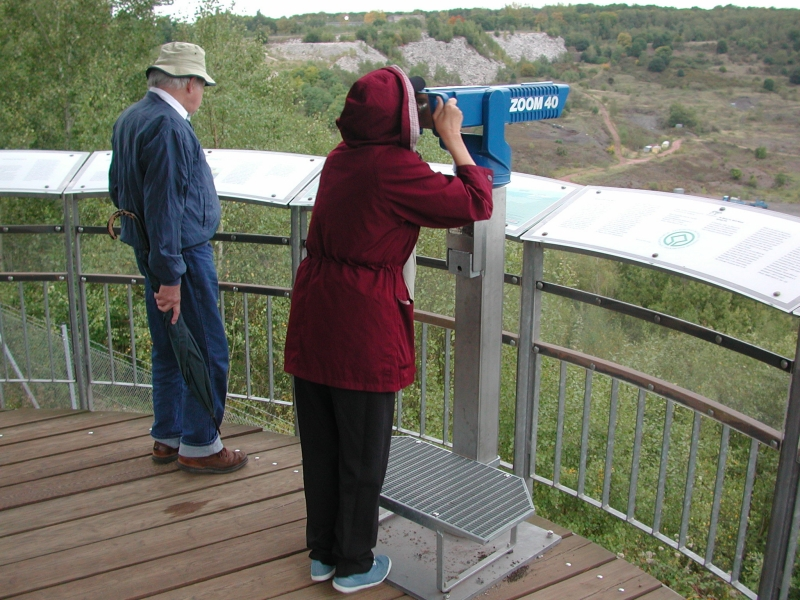

## صور للموقع وبعض الحفورات

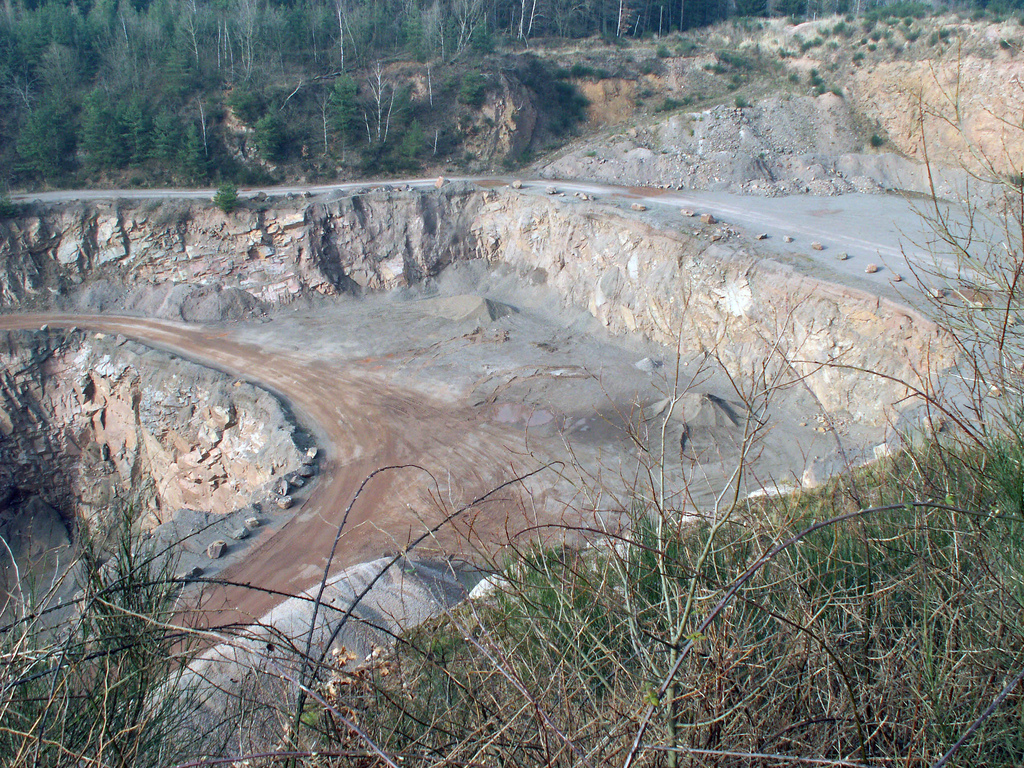
حفرة في جنوب حفرة ميسيل.
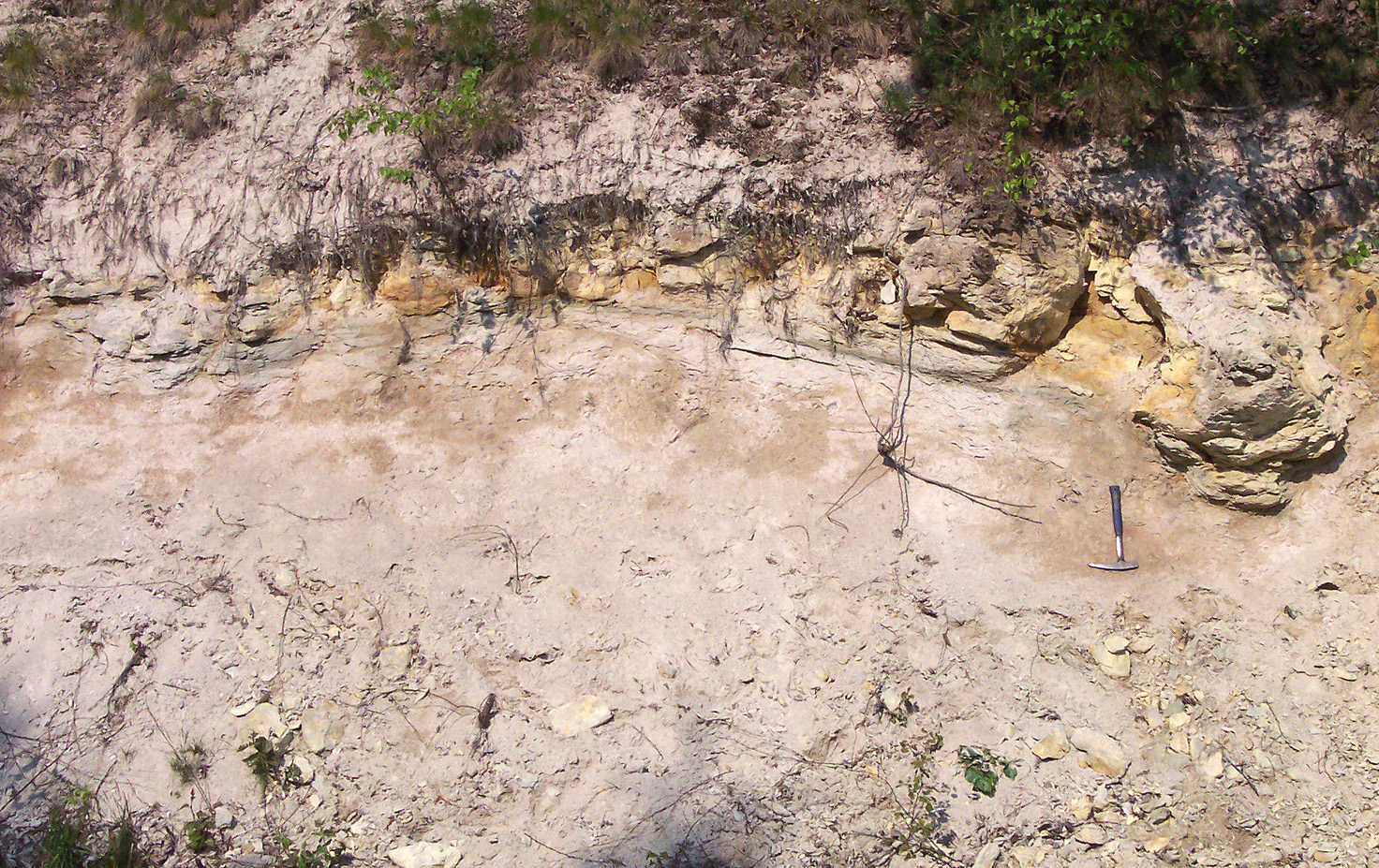
في غرب الحفرة من العصر البرمي المبكر
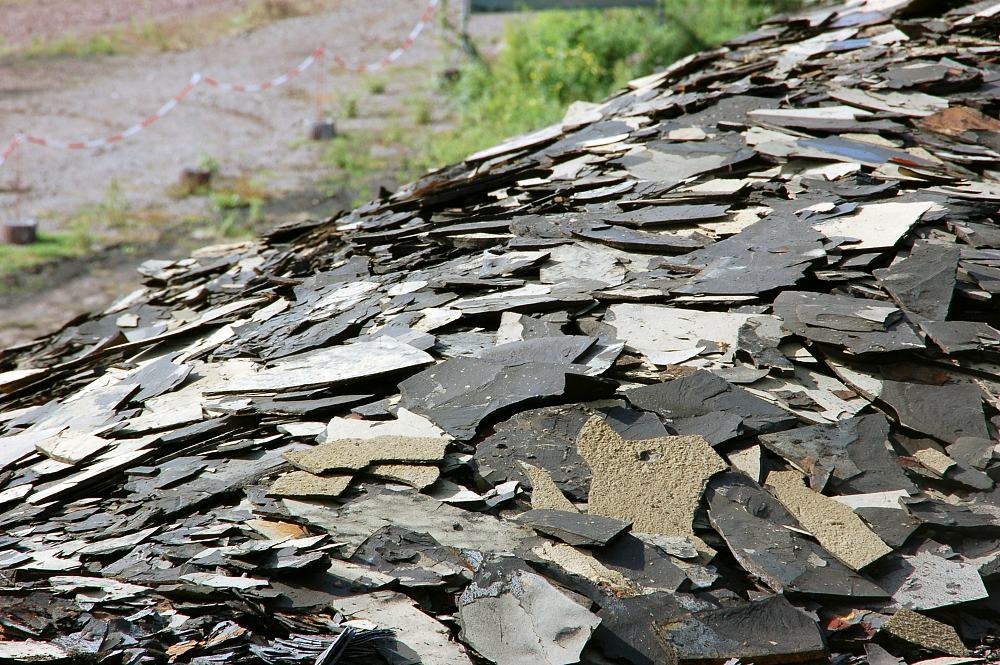
بعض ألواح السجيل الزيتي بعد شقها ورؤية ما بداخلها
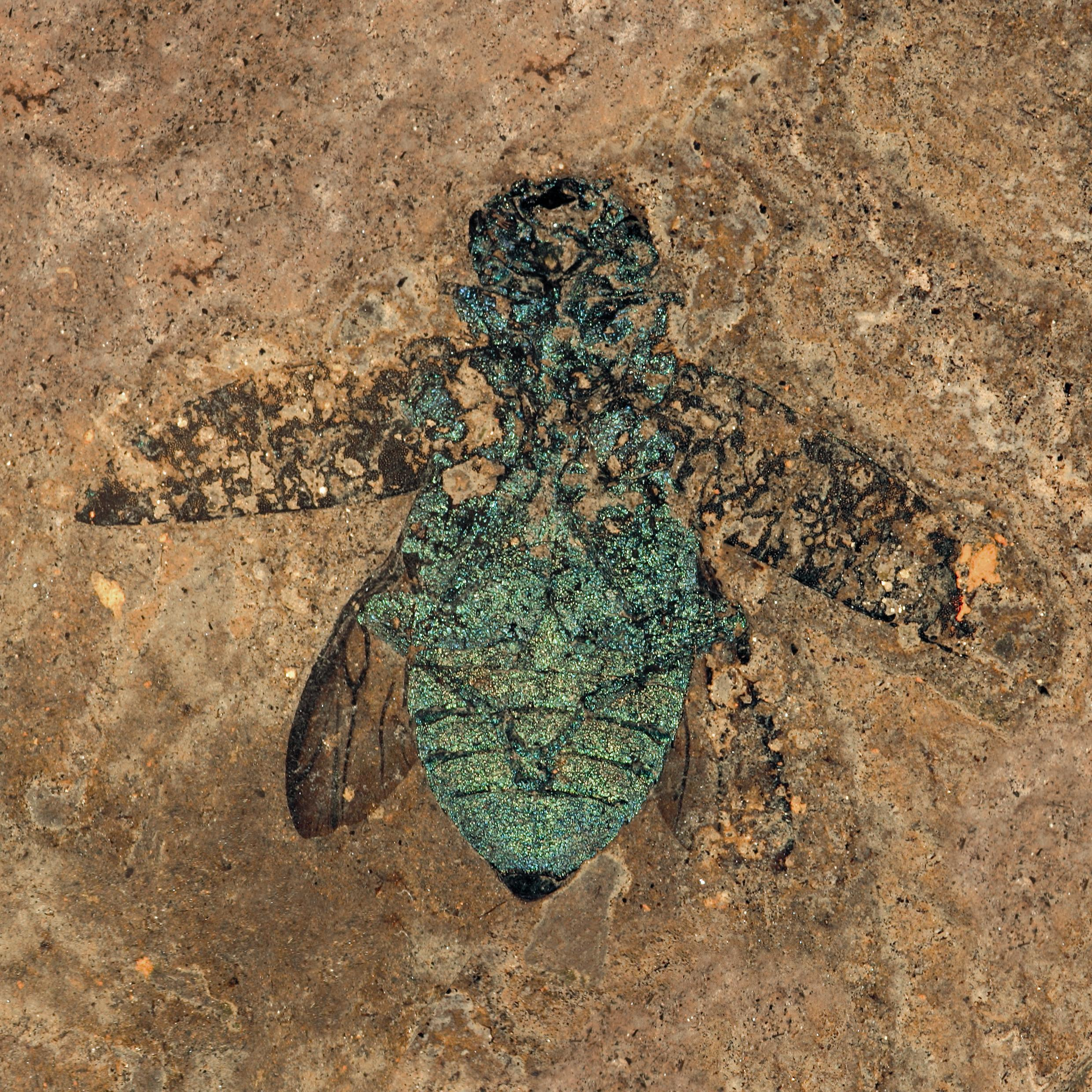
خنفساء متحجرة ذات درع برّاق
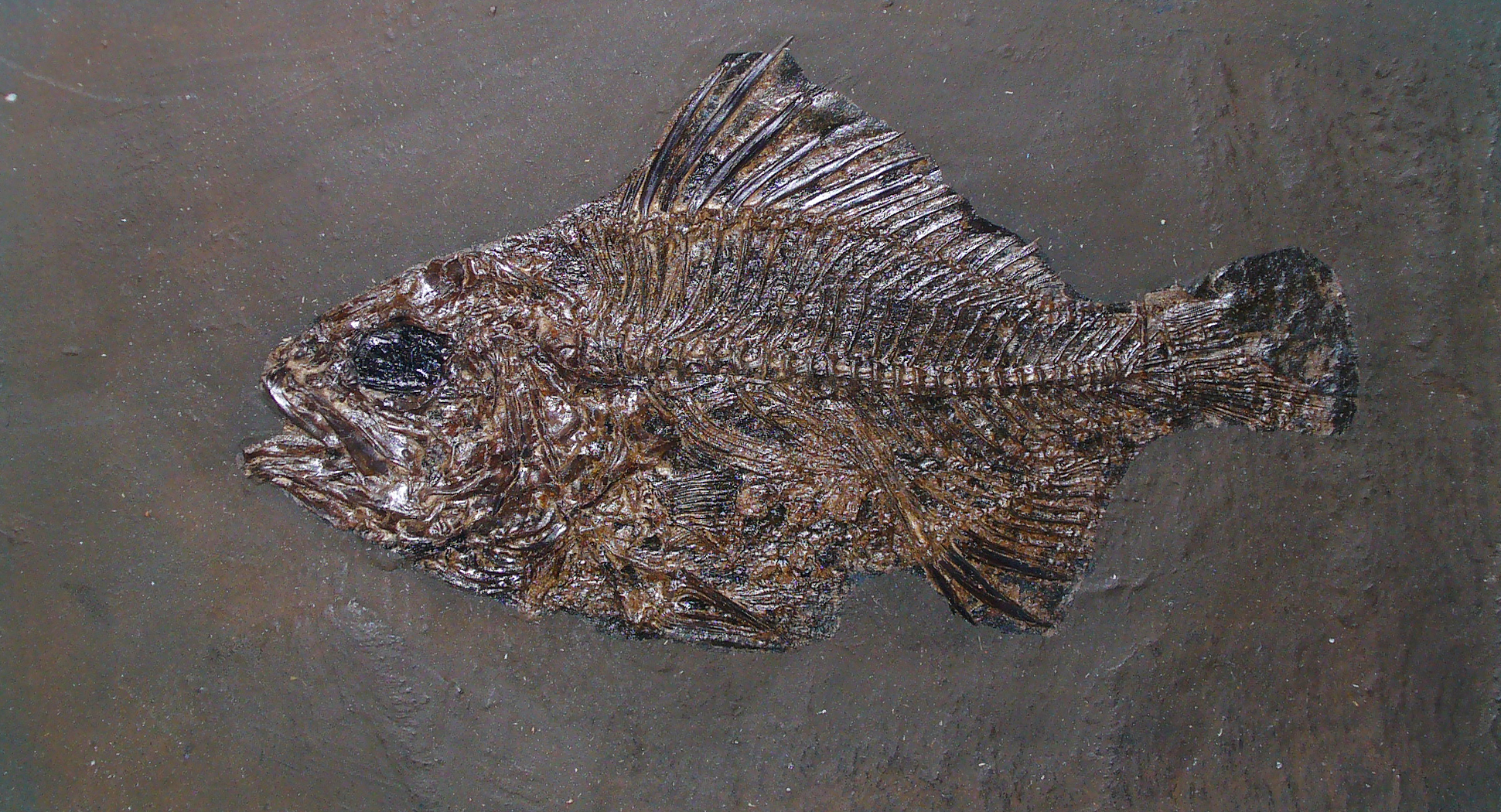
نوع من السمك المنقرض † Amphiperca multiformis.
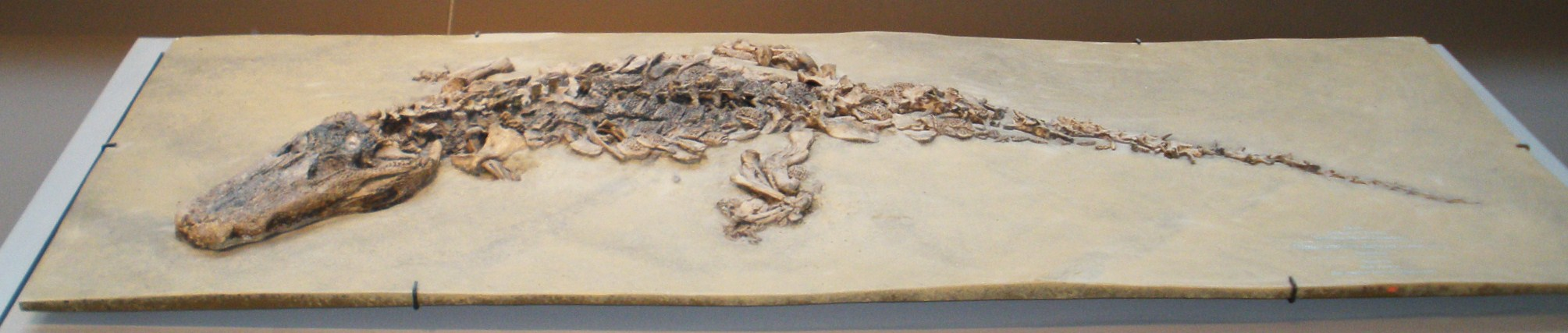
أحد الزواحف † Diplocynodon darwini.
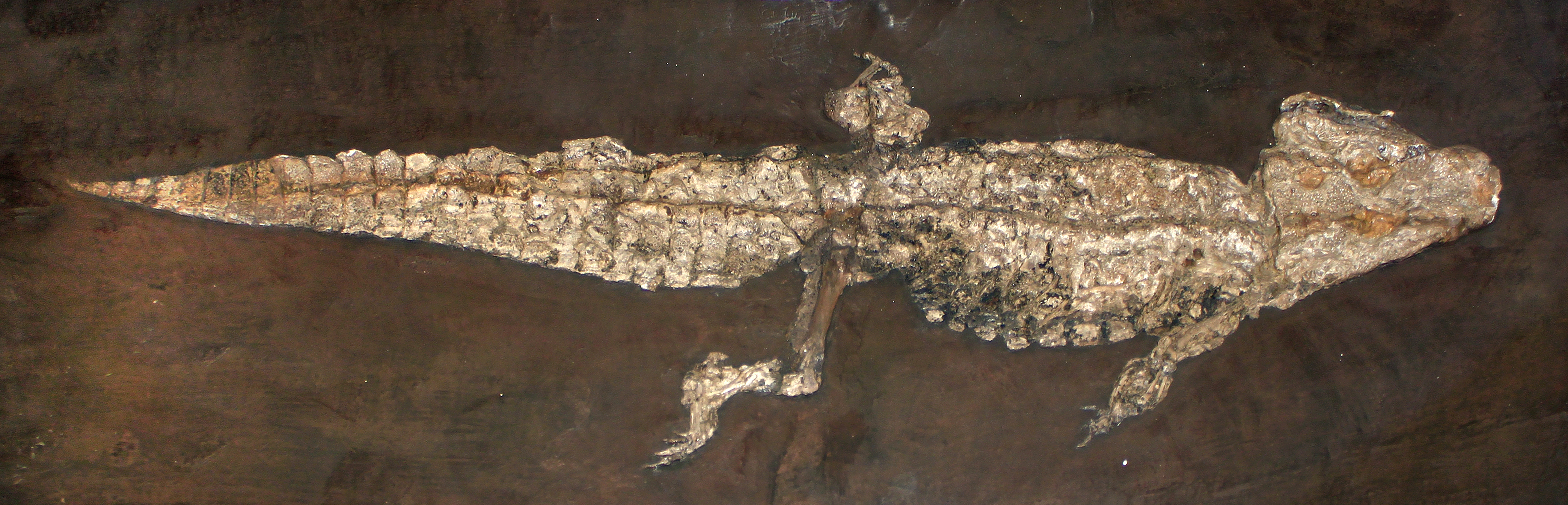
من الزواحف † Allognathosuchus haupti
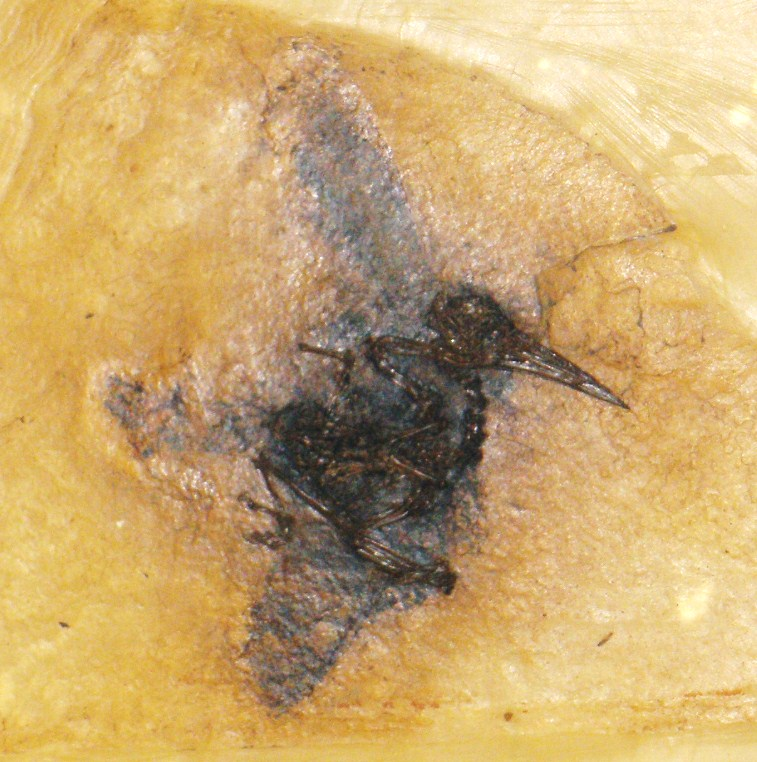
† Messelirrisor halcyrostris أحد الحيوانات المنقرضة ذو ريش.
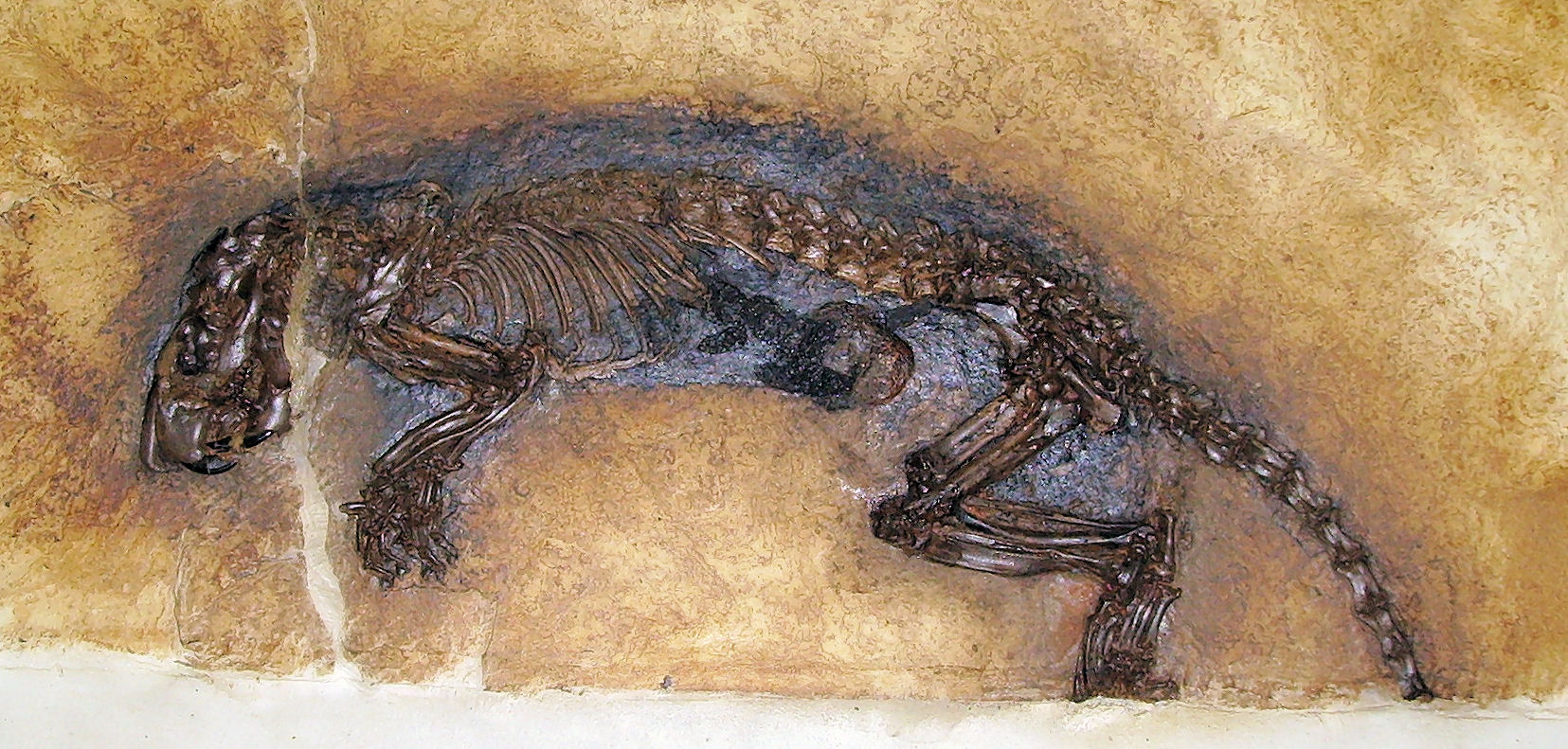
† Masillamys أحد القوارض القديمة
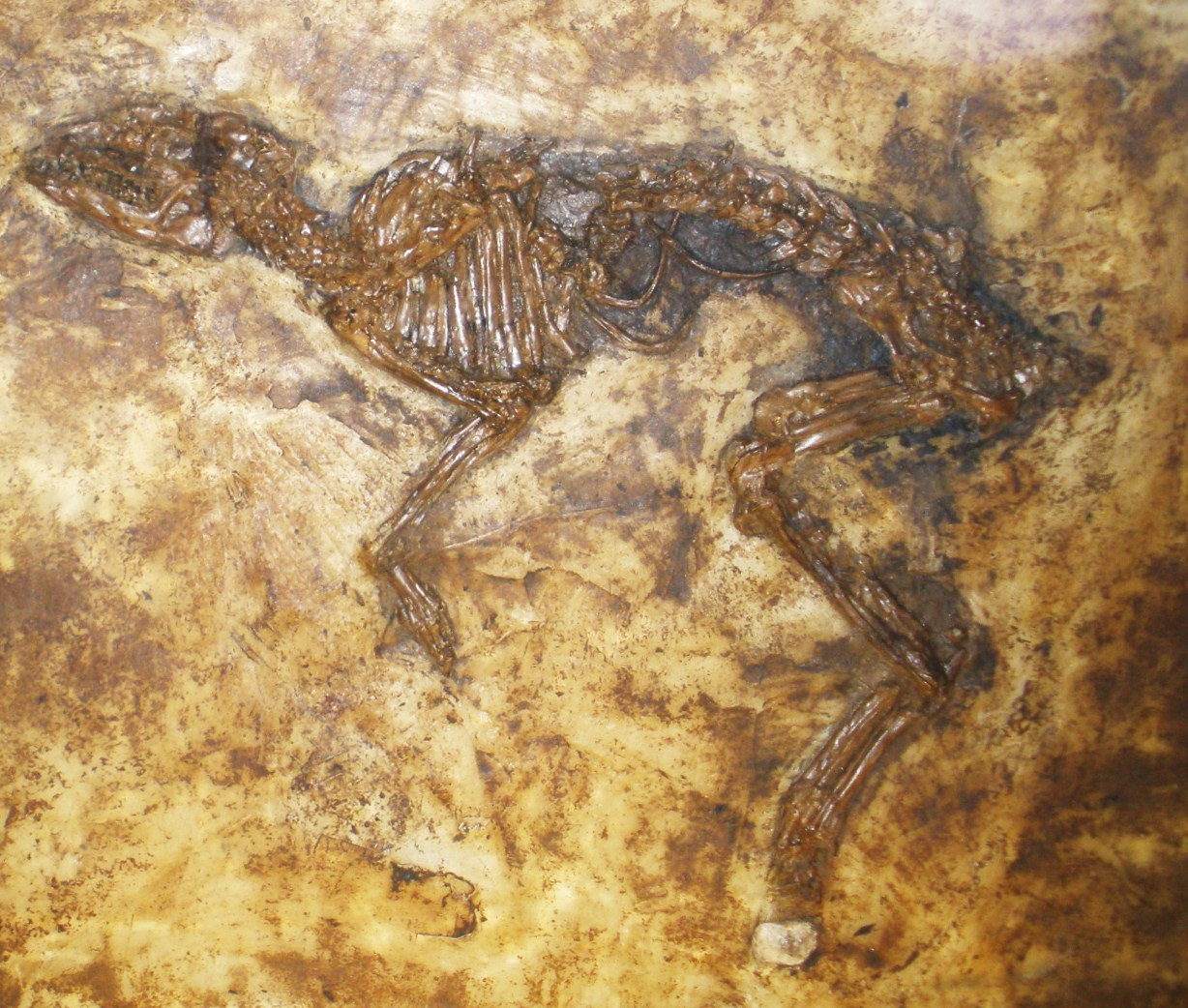
الحصان القديم المنقرض † Messelobunodon schaeferi(كان صغير الحجم).
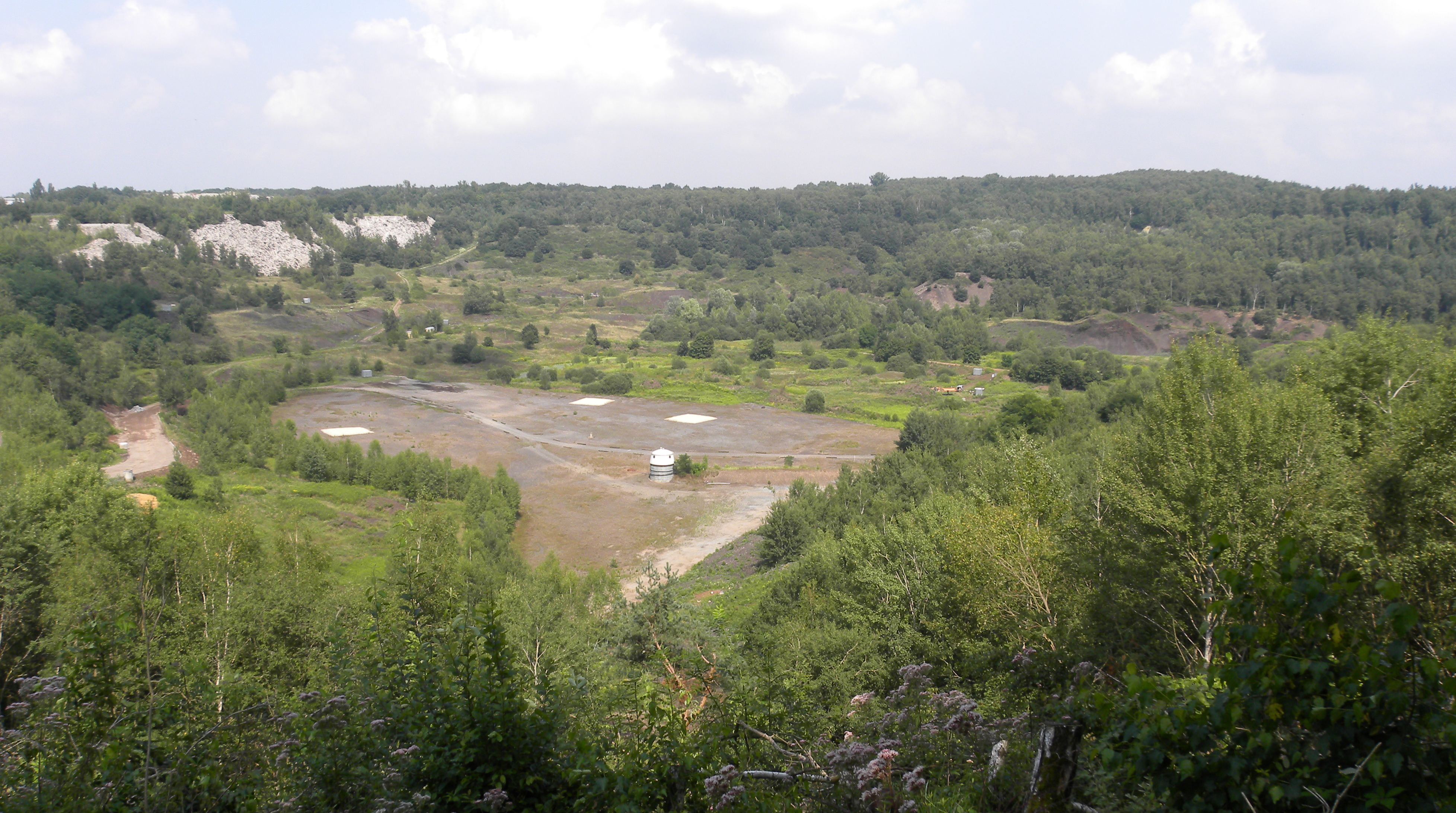
صورة بانوراما من عال. الأاحجار البضاء في الخلفية إلى اليسار هي مخلفات مصنع طوب يتونغ
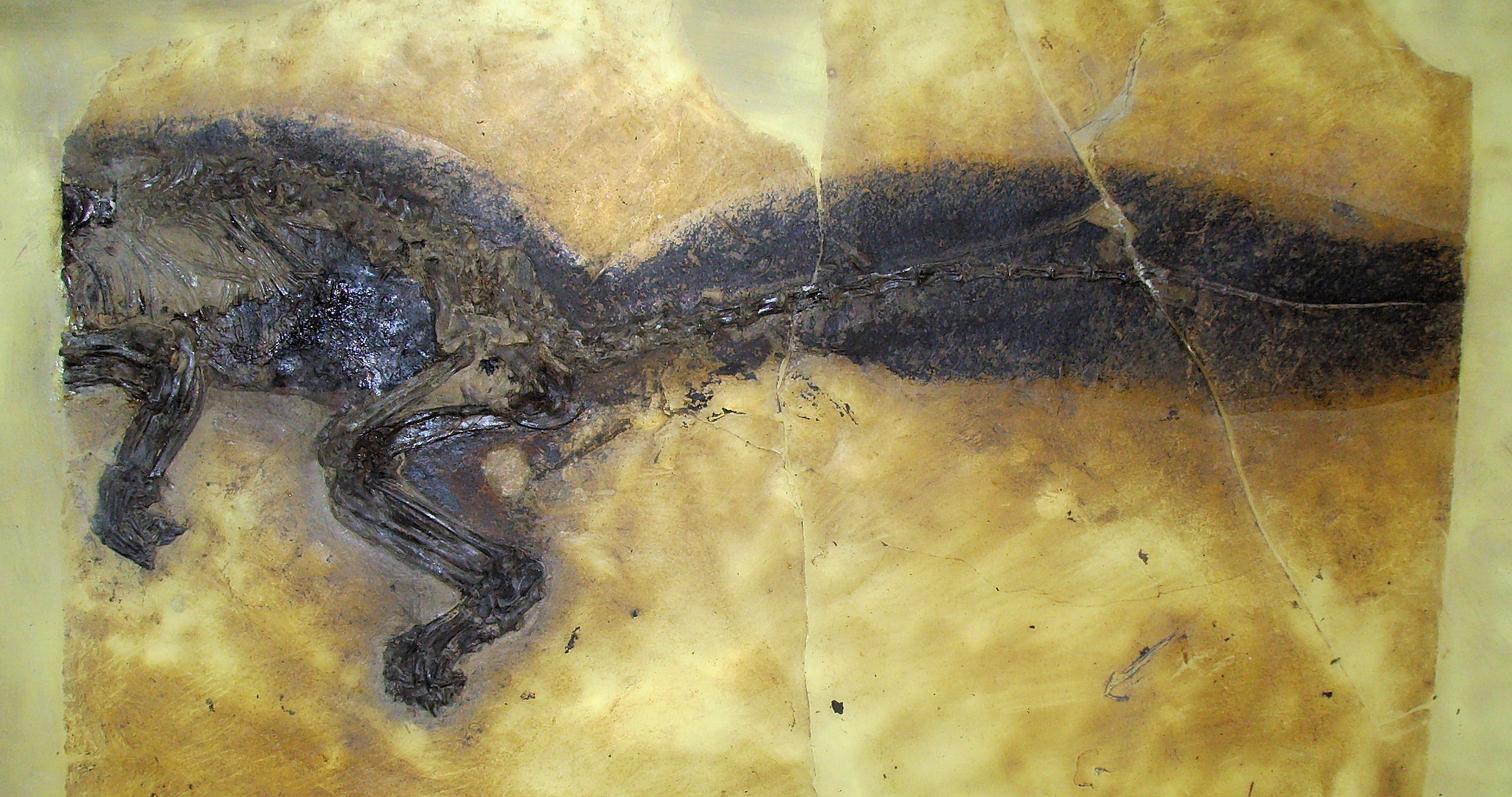
أحفورة أحد الثدييات القديمة Kopidodon ذو فراء
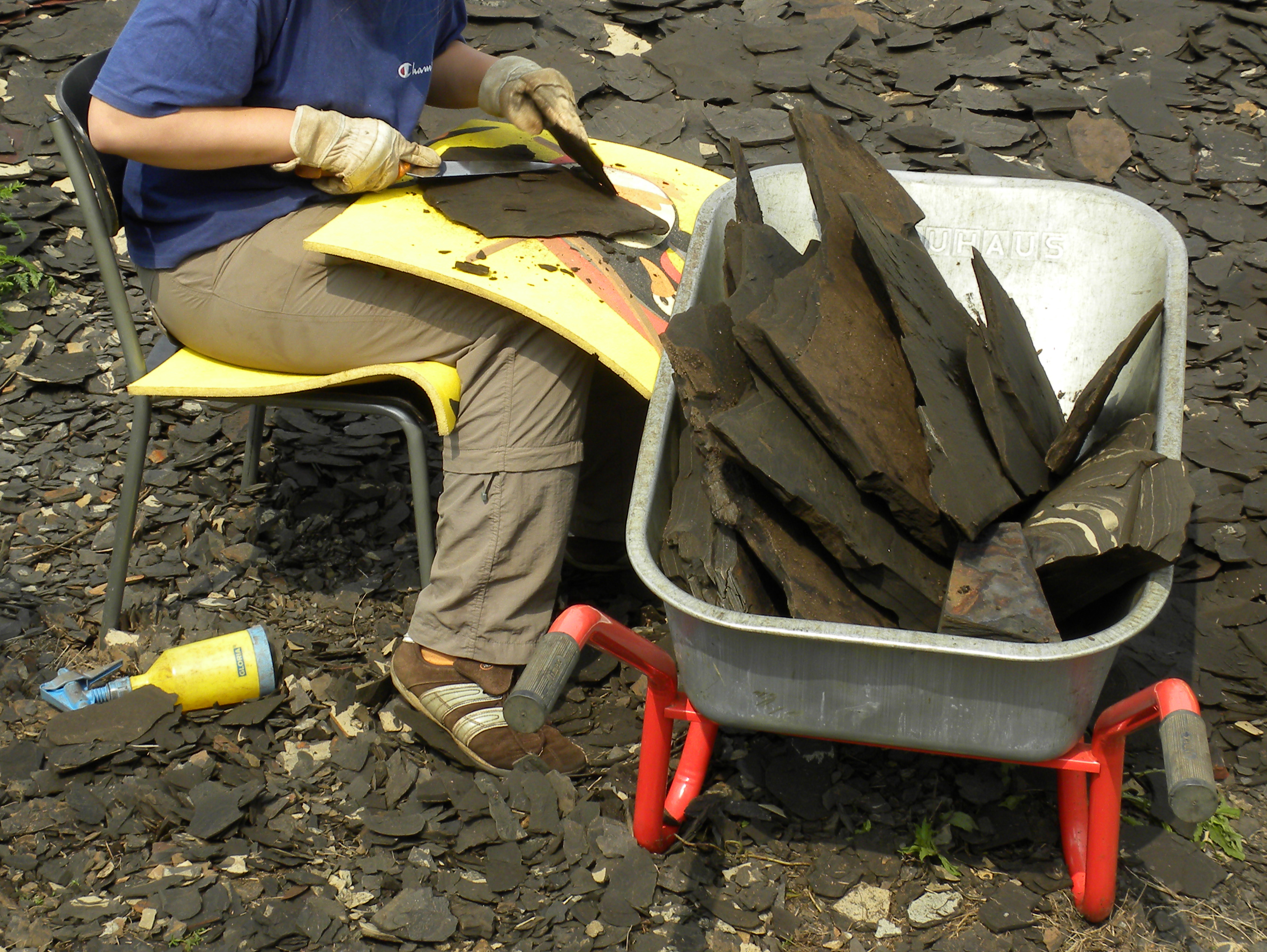
شق ألواح السجيل الزيتي وفحص ما بداخلها
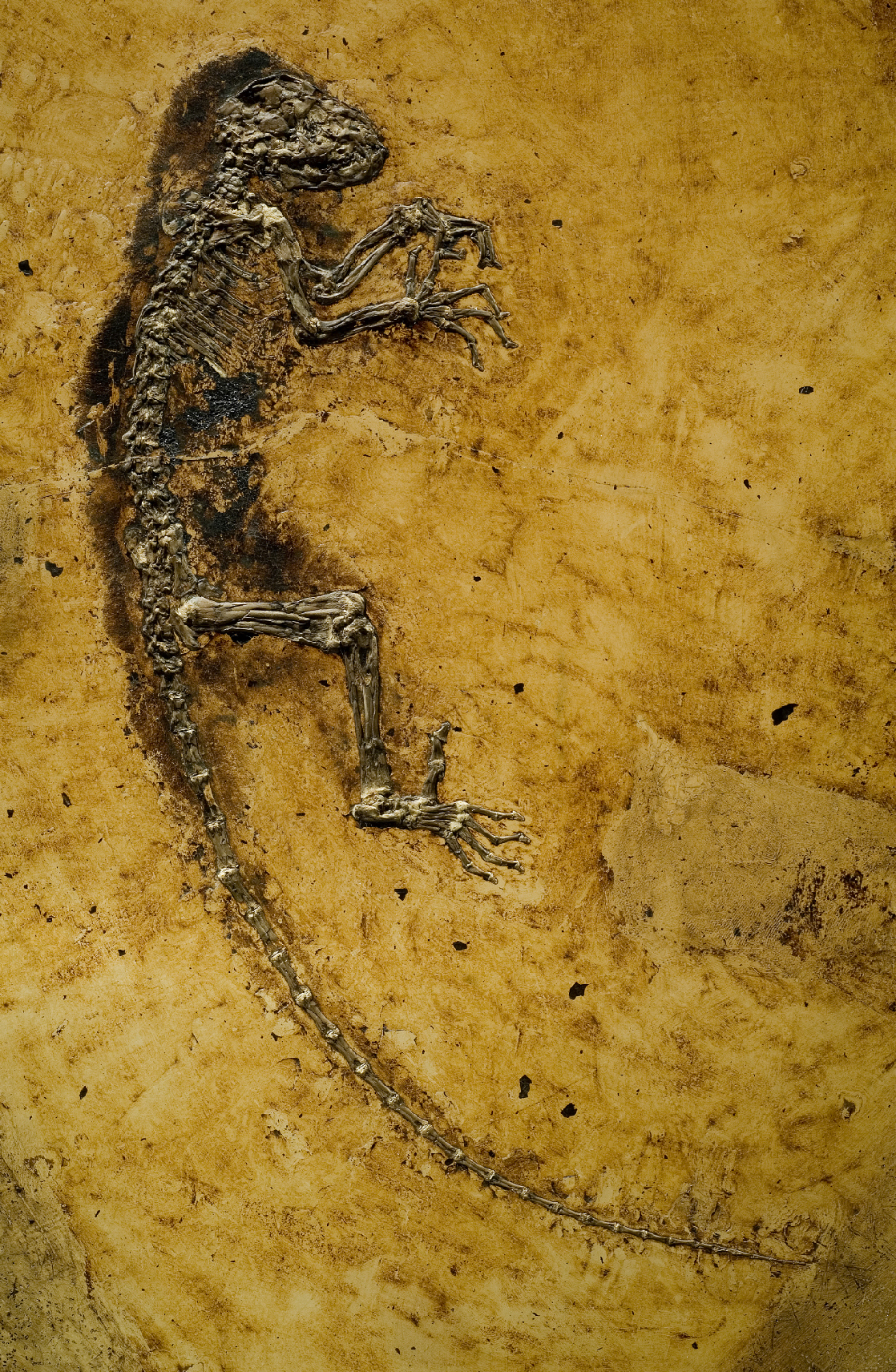
داروينيوس ماسيلاي داروينيوس ماسيلاي يبين جودة أحافير ميسيل
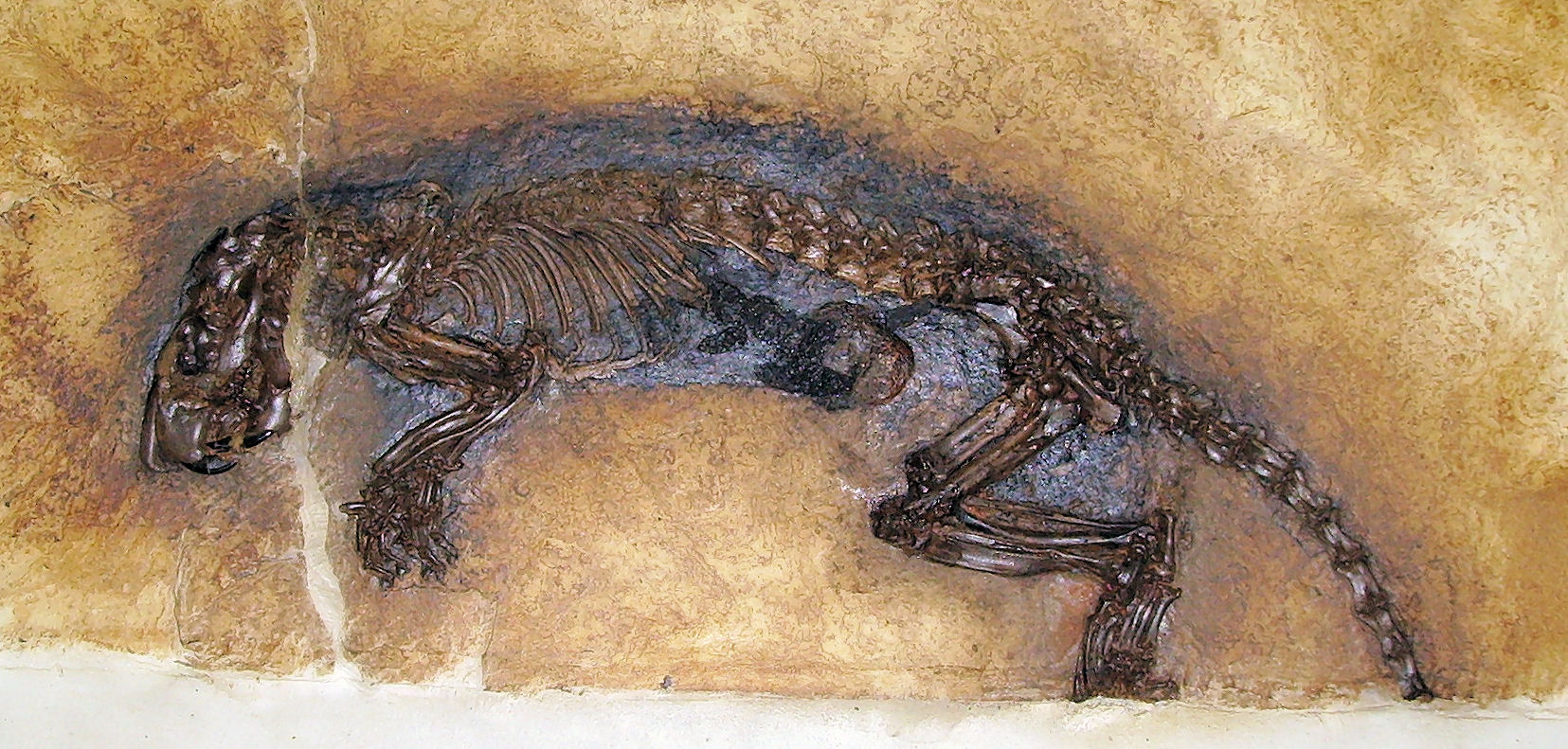
Masillamys من مقتنيات متحف سينكينبرج، بفرانكفورت
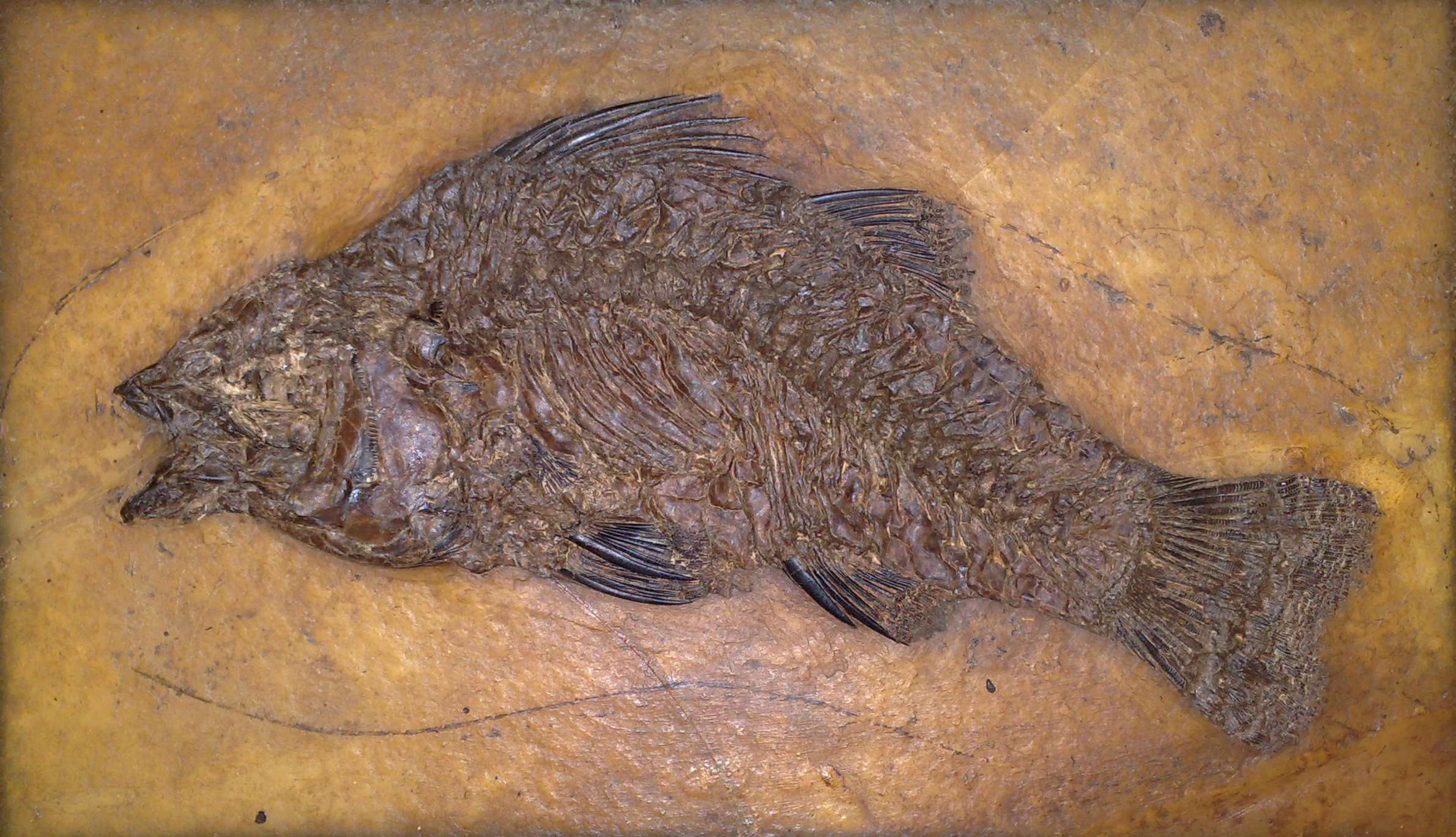
Early perch ؛ Palaeoperca proxima
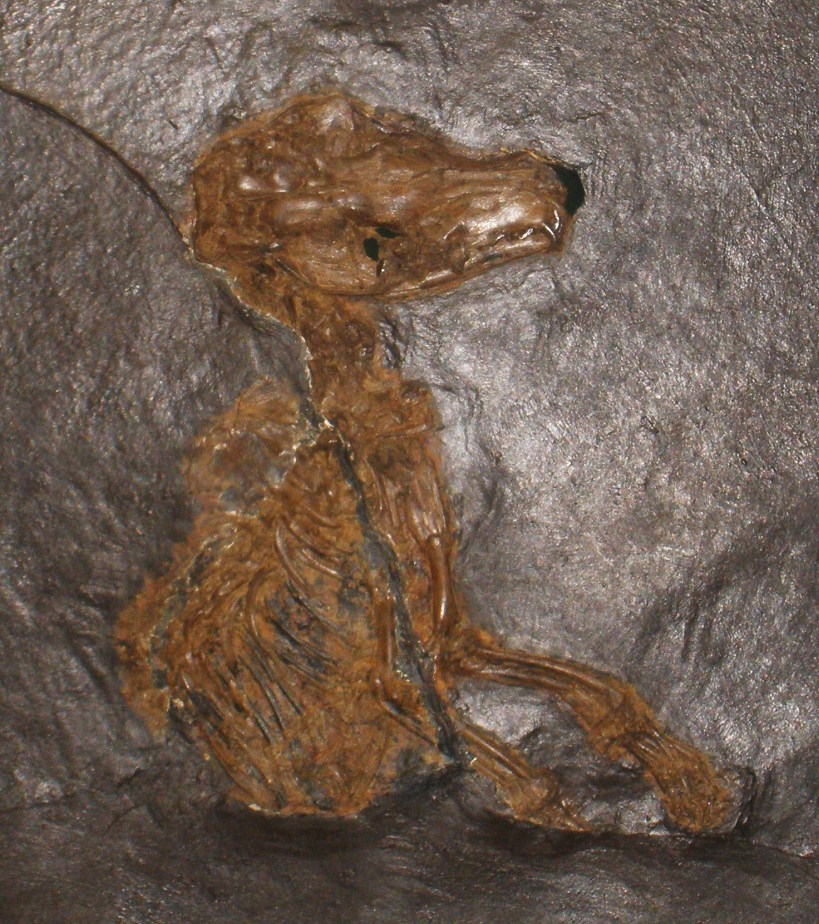
حيوان Lesmesodon من آكلات اللحوم

## اقرأ أيضا
- إيوسين
- الأوليجوسين